# Generalinspekteur der namibischen Polizei
Der Generalinspekteur (Generalinspektor; englisch Inspector-General) ist der höchste Polizist der Namibian Police Force (Nampol), der namibischen Polizei.
Dem Generalinspektor sind direkt fünf Bereiche unterstellt, wovon die Reserve und Flugstaffel (Nampol Air Wing) die wichtigsten sind. Ihm unterstellt sind zudem die stellvertretenden Generalsinspektoren sowie für jede der 14 Regionen von Namibia jeweils ein Regionalpolizeikommandeur.

## Generalinspektoren
| Name                         | Lebensdaten | Amtsantritt         | Amtsende    | Anmerkung                       |
| ---------------------------- | ----------- | ------------------- | ----------- | ------------------------------- |
| Petrus Abraham „Piet“ Fouché |             | 26. November 1990 1 | 1992        | wurde suspendiert               |
| Raounga Andima               | …           | 1992                | 1995        |                                 |
| Lucas Hangula                | …           | 1995                | 2005        | später Generaldirektor des NCIS |
| Sebastian Ndeitunga          | * 1962      | 2005                | August 2022 |                                 |
| Joseph Shimweelao Shikongo   | * 1964      | seit September 2022 |             |                                 |